# 419 TCN
419 TCN là một năm trong lịch La Mã.